# È tempo di cambiare
È tempo di cambiare è un film del 2008 diretto da Fernando Muraca, con Alfredo Li Bassi e Annalisa Insardà.
È stato presentato al Fiuggi Family Festival.

## Riconoscimenti
- Tropea film festival
  - Premio migliore attrice Annalisa Insardà
- Festival del cinema della Calabria
  - Migliore produzione
- Festival Valdarno Cinema Fedic
  - Premio speciale della giuria